# Stanisław Frankl
Stanisław Frankl (ur. 15 stycznia 1903 w Tłustem, zm. w 26 czerwca 1944 we Lwowie) – polski duchowny rzymskokatolicki, teolog dogmatyk, wykładowca akademicki, rektor seminarium duchownego.

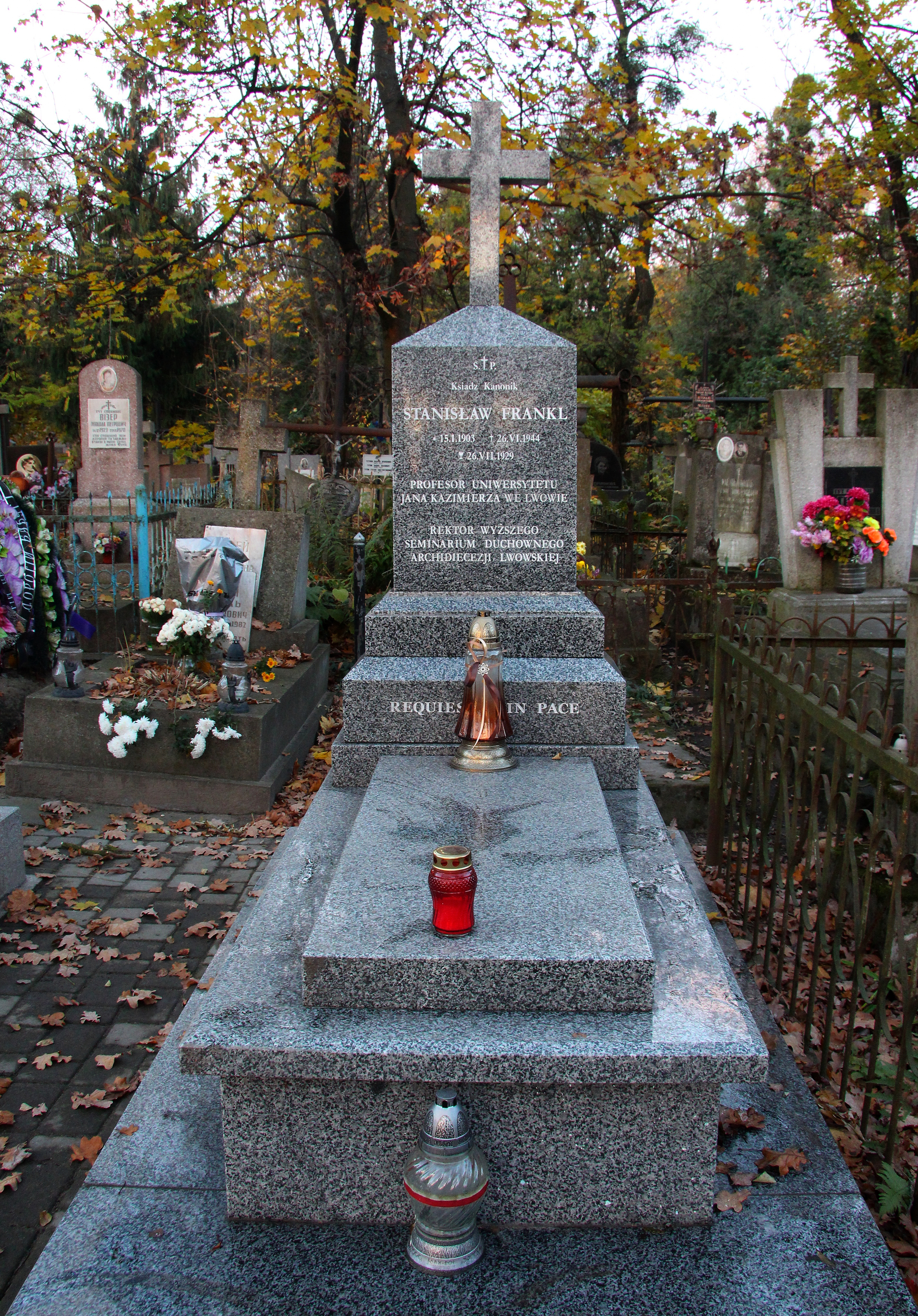
Odnowiony nagrobek Stanisława Frankla

## Życiorys
Urodził się 15 stycznia 1903 w Tłustem, pow. zaleszczycki, w rodzinie Adolfa i Zefiryny z Wenclów. Kształcił się w Państwowym Gimnazjum im. Juliusza Słowackiego w Czortkowie, a następnie w VI Gimnazjum Państwowym im. Stanisława Staszica we Lwowie, w którym zdał egzamin dojrzałości w 1924. Od tego roku do 1926 studiował w Wyższym Seminarium Duchownym we Lwowie i na Wydziale Teologicznym Uniwersytetu Jana Kazimierza we Lwowie, po czym kontynuował studia w austriackim Innsbrucku, gdzie otrzymał sakrament święceń w 1929 i uzyskał tytuł naukowy doktora w 1931. Następnie krótkotrwale był wikariuszem w Radziechowie i w parafii katedralnej we Lwowie, po czym od 1932 do 1934 odbywał studia w zakresie dogmatyki na Papieskim Uniwersytecie Gregoriańskim w Rzymie. Po powrocie na UJK był zastępcą profesora teologii dogmatycznej, docentem teologii fundamentalnej na Wydziale Teologicznym UJK. W 1935 uzyskał habilitację. Od 1935 do 1939 pełnił funkcję prefekta w Wyższym Seminarium Duchownym we Lwowie, a ponadto od 1935 do 1939 był sekretarzem redakcji miesięcznika „Collectanea Theologica”. W październiku 1936 otrzymał prawo veniam legendi z zakresu teologii fundamentalnej na Wydziale Teologicznym Uniwersytetu Jana Kazimierza we Lwowie. Od 1938 na uczelni kierował Katedrą Teologii Dogmatycznej. Był kuratorem Koleżeńskiej Pomocy Studentów Teologii UJK. 6 grudnia 1938 uzyskał tytuł profesora nadzwyczajnego dogmatyki na WT UJK. Od 1939 był rektorem Metropolitalnego Seminarium Duchownego obrządku łacińskiego we Lwowie.
Po wybuchu II wojny światowej, agresji ZSRR na Polskę z 17 września 1939 oraz nastaniu okupacji sowieckiej Wydział Teologiczny działał jeszcze przez miesiąc w październiku 1939, a ks. Frankl wykładał dogmatykę i pozostawał rektorem seminarium. Później był rektorem seminarium i profesorem Wydziału Teologii, działających w charakterze tajnego nauczania. Działał we współpracy ze strukturami Stronnictwa Narodowego, Narodowej Organizacji Wojskowej, Związku Walki Zbrojnej
Po ataku Niemiec na ZSRR z 22 czerwca 1941 oraz nastaniu okupacji niemieckiej 27 stycznia 1942 został aresztowany wskutek donosu dotyczącego wygłoszenia przez niego przemówienia o charakterze patriotycznych do kleryków podczas Świąt Bożego Narodzenia 1941. Przebywał w areszcie, a od listopada 1942 w szpitalach więziennych przy ulicy Bilińskiego i na Zamarstynowie. Z tego ostatniego miejsca osadzenia został odbity w wyniku akcji Armii Krajowej 15 kwietnia 1942. Od tego czasu ukrywał się. Chory na gruźlicę spowodowaną warunkami pobytu w więzieniu zmarł 26 czerwca 1944 w klasztorze oo. Reformatów we Lwowie.
Pierwotnie został pochowany na Cmentarzu Janowskim we Lwowie pod zmienioną tożsamością Jan Gliniecki.
W 1983 bp Ignacy Tokarczuk (będący absolwentem tajnego seminarium we Lwowie z czasu okupacji) wnioskował o beatyfikację ks. Stanisława Frankla, a ponadto był inicjatorem ustanowienia tablicy pamiątkowej jemu poświęconej w Oratorium Lwowskim w  Sanktuarium Bolesnej Królowej Polski w Kałkowie-Godowie k. Starachowic. Doprowadził też do wydania w Rzymie publikacji ks. Wacława Szetelnickiego pt. Zapomniany lwowski bohater ks. Stanisław Franki (1903–1944).